# 続やくざ坊主
『続やくざ坊主』（やくざぼうず）は、1968年7月13日に大映が配給した、池広一夫監督、主演勝新太郎によるアクション時代劇映画で、ヒットを記録した前作『やくざ坊主』の続編である 。
坊主でありながら背中に刺青を入れ、本能的の赴くままに生きる竜全の活躍を描いた作品で、今作では、金座五藤の主人と、やくざの親分との癒着を疑い、金になるのではないかと睨んだ竜全が、上総まで赴く。

## 配役
- 勝新太郎 : 竜全
- 朝丘雪路 : お紺
- 松尾嘉代 : お露
- 内藤武敏 : 五藤伝八郎
- 大川修 : 半助
- 遠藤辰雄 : 三崎の源十
- 石山健二郎 : 新川の東兵衛
- 守田学 : 八十松
- 木村玄 : 為吉
- 玉置一恵 : 小森
- 浜田雄史 : 高井
- 尾上栄五郎 : 石川豊前守
- 近江輝子 : おかね
- 小柳圭子 : 三崎屋の女中
- 光嵐子 : お夏
- 伊達三郎 : 竹中
- 沢村宗之助 : 智念上人

## スタッフ
- 監督 : 池広一夫
- 企画 : 辻久一
- 撮影 : 森田富士郎
- 美術 : 太田誠一
- 音楽 : 渡辺岳夫
- 編集 : 谷口登司夫
- 脚本 : 笠原良三、杉浦久
- 録音 : 海原幸夫
- 照明 : 伊藤貞一

## 併映作品
- 『秘録おんな蔵』: 森一生監督